# ملكية اجتماعية

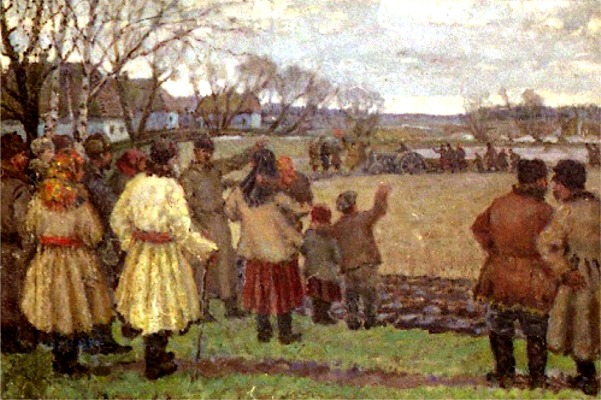

المِلكية الاجتماعية هي أي شكل من أشكال الملكية المختلفة لوسائل الإنتاج في النُظُم الاقتصادية الاشتراكية، بما في ذلك الملكية العامة وملكية الموظفين والملكية التعاونية وملكية المواطن للأسهم والملكية المشتركة والملكية الجماعية. تشير الملكية الاجتماعية تاريخياً إلى أن أسواق رأس المال وعوامل الإنتاج ستتوقف عن الوجود على افتراض أن بورصات السوق في عملية الإنتاج ستصبح زائدة عن الحاجة إذا كانت السلع الرأسمالية مملوكة لكيان واحد أو شبكة من الكيانات التي تمثل المجتمع، لكن صياغة نماذج لاشتراكية السوق حيث تستخدم أسواق العوامل لتخصيص السلع الرأسمالية بين الشركات المملوكة اجتماعياً وسًّع التعريف ليشمل الكيانات المستقلة داخل اقتصاد السوق. المِلكية الاجتماعية لوسائل الإنتاج هي السمة المميزة المشتركة لجميع أشكال الاشتراكية المختلفة.
بعد الشكلان الرئيسيان للملكية الاجتماعية هما الملكية العامة على مستوى المجتمع والملكية التعاونية. يكمن التمييز بين هذين الشكلين في توزيع فائض المنتج. مع الملكية العامة على مستوى المجتمع، يتم توزيع الفائض على جميع أفراد الجمهور من خلال عائد اجتماعي، في حين أن الملكية التعاونية للفائض الاقتصادي للمؤسسة التجارية يتحكم فيها جميع العمال-أعضاء تلك المؤسسة بالذات.
يكمن الهدف من الملكية الاجتماعية في القضاء على التمييز بين فئة أصحاب القطاع الخاص الذين يحصلون على دخل الملكية السلبية والعمال الذين يحصلون على دخل العمل (الأجور والرواتب والعمولات)، بحيث يكون فائض المنتج (أو الأرباح الاقتصادية في حالة اشتراكية السوق) تنتمي إما إلى المجتمع ككل أو لأعضاء مؤسسة معينة. من شأن الملكية الاجتماعية أن تمكِّن مكاسب الإنتاجية من التشغيل الآلي للعمل من خفض متوسط طول يوم العمل بشكل تدريجي بدلاً من خلق انعدام الأمن الوظيفي والبطالة. يعد الحد من وقت العمل الضروري أمراً أساسياً في المفهوم الماركسي لحرية الإنسان والتغلب على الاغتراب، وهو مفهوم يتقاسمه الاشتراكيون الماركسيون وغير الماركسيين على نطاق واسع.
يشير مصطلح «التنشئة الاجتماعية» إلى عملية إعادة هيكلة الإطار الاقتصادي والهيكل التنظيمي ومؤسسات الاقتصاد على أساس اشتراكي. المفهوم الشامل للتنشئة الاجتماعية وشكل الملكية العامة للملكية الاجتماعية يعني وضع حد لتشغيل قوانين الرأسمالية، وتراكم رأس المال واستخدام الأموال والتقييم المالي في عملية الإنتاج، إلى جانب إعادة هيكلة مستوى تنظيم مكان العمل.

## الأهداف
تُدعى الملكية الاجتماعية بشكل خاص إلى وضع حد لمفهوم الاستغلال الماركسي، لضمان أن توزيع الدخل يعكس المساهمات الفردية في المنتج الاجتماعي، للقضاء على البطالة الناشئة عن التغيير التكنولوجي، لضمان توزيع أكثر مساواتية لفائض الاقتصاد،
ففي تحليل كارل ماركس للرأسمالية، تظهر الملكية الاجتماعية لوسائل الإنتاج في استجابة للتناقضات بين الإنتاج الاجتماعي والاعتماد الخاص للقيمة الفائضة في الرأسمالية. ويزعم ماركس أن مكاسب الإنتاجية الناجمة عن الاستعاضة عن رأس المال المتغير (مدخلات العمالة) برأس المال الثابت (مدخلات رأس المال) من شأنها أن تتسبب في نزوح العمالة إلى الخارج لكي تتجاوز الطلب على العمالة. ومن شأن هذه العملية أن تؤدي إلى ركود الأجور وارتفاع معدل البطالة في الطبقة العاملة إلى جانب ارتفاع دخل الممتلكات بالنسبة للطبقة الرأسمالية، مما يؤدي كذلك إلى تراكم رأس المال بشكل أكبر. دفع ماركس بأن هذه الدينامية ستصل إلى مرحلة تقتضي فيها الملكية الاجتماعية لوسائل الإنتاج المؤتمتة للغاية لحل هذا التناقض وما ينتج عنه من فتنة اجتماعية. وبالتالي فإن الحجة الماركسية للملكية الاجتماعية والاشتراكية لا تقوم على أي نقد أخلاقي لتوزيع الدخل (الثروة) في الرأسمالية، ولكن الحجة الماركسية للاشتراكية تقوم على تحليل منهجي لتطور وحدود ديناميكية تراكم رأس المال.
وبالنسبة لشركة ماركس، فإن الملكية الاجتماعية من شأنها أن ترسي الأسس اللازمة لسمو القانون الرأسمالي للقيمة وتراكم رأس المال، وبالتالي خلق الأساس للتخطيط الاشتراكي. والهدف النهائي للملكية الاجتماعية للممتلكات المنتجة بالنسبة لشركة ماركس هو توسيع نطاق «عالم الحرية» بتقليص متوسط ساعات العمل بحيث يكون لدى الأفراد حصة متزايدة تدريجيا من وقتهم في السعي إلى تحقيق مصالحهم الأصلية والإبداعية. وبالتالي فإن الهدف النهائي للملكية الاجتماعية هو تجاوز المفهوم الماركسي للتصرف.
يحدد الخبير الاقتصادي ديفيد مكمولين خمسة فوائد رئيسية للملكية الاجتماعية، حيث يعرفها بأنها ملكية اجتماعية واسعة للممتلكات المنتجة: أولا، سيكون العمال أكثر إنتاجية ولديهم دوافع أكبر لأنهم سيستفيدون بشكل مباشر من زيادة الإنتاجية، وستمكن هذه الحصة من زيادة المساءلة من جانب الأفراد والمنظمات، وستؤدي الملكية الاجتماعية الثالثة إلى القضاء على البطالة، ورابعها ستمكن من التدفق الأفضل للمعلومات داخلها. فالاقتصاد، وأخيرا، من شأنه أن يقضي على الأنشطة التبذيرية المرتبطة «بالتعامل مع» والتعامل مع الأنشطة الحكومية المبذرة التي تهدف إلى الحد من مثل هذا السلوك والتعامل مع البطالة.
ومن منظور اشتراكي غير ماركسي، فإن أوضح الفوائد المترتبة على الملكية الاجتماعية هو تحقيق المساواة في توزيع الدخل على الممتلكات، وإزالة الفوارق الشاسعة في الثروة التي تنشأ عن الملكية الخاصة في ظل الرأسمالية. والتمييز بين دخل الملكية (الربح والفائدة والإيجار) وبين دخل العمل (الأجور والرواتب) وهو ما سيظل في النظام الاشتراكي غير متساو على أساس الناتج الهامشي للعمل-فإن الملكية الاجتماعية لن تساوي سوى دخل الملكية السلبي.
وقد جادل المنظرون الاشتراكيون غير الماركسيين والماركسيون على حد سواء بأن الحجة الأكثر أهمية للملكية الاجتماعية لوسائل الإنتاج هي تمكين مكاسب الإنتاجية من تخفيف عبء العمل على جميع الأفراد في المجتمع، مما يؤدي إلى ساعات عمل أقصر بشكل تدريجي مع زيادة الأتمتة، وبالتالي توفير قدر أكبر من الوقت للأفراد للمشاركة في المساعي الإبداعية والترفيه.

### نقد الملكية الخاصة
تتناقض الملكية الاجتماعية مع مفهوم الملكية الخاصة لوسائل الإنتاج، والتي يتم الترويج لها كحل لما يعتبره مؤيدوها قضايا متأصلة في الملكية الخاصة. بالتالي، لدى الاشتراكيين السوقيين والاشتراكيين غير السوقين مفاهيم مختلفة قليلا عن الملكية الاجتماعية. ويعتقد الأول أن الملكية الخاصة والملكية الخاصة لإيرادات الملكية هي القضية الأساسية مع الرأسمالية، ومن ثم فإنها تعتقد أنه يمكن الاحتفاظ بعملية تراكم رأس المال وتعظيم الأرباح إلى أقصى حد ممكن، مع استخدام أرباحها لمنفعة المجتمع في شكل عائد اجتماعي. على النقيض من ذلك، يقول الاشتراكيون غير السوقيين إن المشكلات الرئيسية للرأسمالية تنشأ عن قوانينها الاقتصادية المتناقضة التي تجعلها غير مستدامة ومحدودة تاريخياً. لذلك، يُنظر إلى الملكية الاجتماعية على أنها مكون من مكونات التنسيق غير السوقي و «قوانين الحركة الاشتراكية» البديلة التي تتغلب على القضايا النظامية المتعلقة بتراكم رأس المال.
إن النقد الاشتراكي للملكية الخاصة يتأثر بشدة بالتحليل الماركسي من أشكال الملكية الرأسمالية كجزء من النقد الأوسع من الاغتراب والاستغلال في الرأسمالية. على الرغم من وجود خلاف كبير بين الاشتراكيين حول صحة بعض جوانب التحليل الماركسي، فإن غالبية الاشتراكيين يتعاطفون مع وجهات نظر ماركس حول الاستغلال والاغتراب. ينتقد الاشتراكيون الاعتمادات الخاصة لدخل الممتلكات على أساس أن هذا الدخل لا يتوافق مع العائد على أي نشاط إنتاجي ينتج عن الطبقة العاملة، فهو يمثل استغلالًا. تعيش الطبقة المالكة للملكية (الرأسمالية) خارج دخل الممتلكات السلبية التي ينتجها السكان العاملون بحكم مطالبتهم بالملكية في شكل أسهم أو سندات أو ملكية خاصة. هذا الترتيب الاستغلالي يدوم بسبب هيكل المجتمع الرأسمالي. من هذا المنظور، تعتبر الرأسمالية نظاماً طبقياً يشبه الأنظمة الطبقية التاريخية مثل الرق والإقطاع.
كما تم انتقاد الملكية الخاصة لأسباب أخلاقية من قبل الاقتصادي جيمس يونكر. يجادل يونكر بأن دخل الملكية السلبية لا يتطلب أي مجهود عقلي أو مادي من جانب المتلقي ولأن الاستيلاء عليه من قبل مجموعة صغيرة من أصحاب القطاع الخاص هو مصدر عدم المساواة الواسعة في الرأسمالية المعاصرة، وهذا يؤسس للحالة الأخلاقية للملكية الاجتماعية والتحول الاشتراكي.

## التنشئة الاجتماعية كعملية
ينظر إلى التنشئة الاجتماعية باعتبارها عملية تحول العمليات الاقتصادية، وبالتالي، إلى العلاقات الاجتماعية داخل اقتصاد ما. وعلى هذا النحو، فإنه يختلف عن عملية «التأميم» التي لا تعني بالضرورة تحولا في الهيكل التنظيمي للمنظمات أو التحول في الإطار الاقتصادي الذي تعمل في إطاره المنظمات الاقتصادية.
ويقوم الماركسيون برؤية التنشئة الاجتماعية بوصفها إعادة هيكلة للعلاقات الاجتماعية للتغلب على الاغتراب، والاستعاضة عن العلاقات الاجتماعية الهرمية داخل مكان العمل بجمعية للأعضاء.

### النقاشات الاجتماعية
وخلال العشرينات من القرن الماضي، انخرط الاشتراكيون في النمسا وألمانيا في حوار شامل حول طبيعة التنشئة الاجتماعية وكيف يمكن تنفيذ برنامج التنشئة الاجتماعية بشكل فعال. المفكرون العلميون النمساويون الذين استندت أفكارهم على مفهوم إرنست ماخ التجريبي للطاقة والتفاؤل التكنولوجي، بما في ذلك جوزيف بوبر-لينكوس وكارل بالاود، اقترح خططا للتخصيص الرشيد للطاقة والمواد القابلة للنفاد من خلال الأساليب الإحصائية التجريبية. وينطوي هذا المفهوم للحسابات غير الرأسمالية على استخدام وحدات الطاقة والوقت، التي ينظر إليها على أنها الوحدة الرئيسية المعيارية لقياس الحسابات الاشتراكية. وينتمي هؤلاء المفكرون إلى مدرسة تقنية يعتقد أنها تسمى «أفيونية علمية»، وهي نهج للهندسة الاجتماعية يستكشف الأشكال الممكنة للتنظيم الاجتماعي.
كان المفكر الأكثر شيوعا في هذه المدرسة من الفكر الفيلسوف فيينا والخبير الاقتصادي أوتو نيوراث، الذي أصبح مفهوم الاشتراكية كنظام اقتصادي غير نقدي على نطاق واسع داخل الحركة الاشتراكية في أعقاب نهاية الحرب العالمية الأولى. وكان موقف نيوراث قد عقد على النقيض من الاشتراكيين الآخرين في هذه الفترة، بما في ذلك المنظور التحريري المنبثق عن إدوارد برنشتاين، وهو المنظور الديمقراطي الاجتماعي التقليدي لكارل كوتوسكي، والنماذج الماركسية-الماركسية لحسابات أوقات العمل من أوتو باور والمدرسة الناشئة لاشتراكية السوق الكلاسيكية الجديدة. موقف نيوراث عارض جميع نماذج اشتراكية السوق لأنه رفض استخدام المال، ولكنه عقد أيضا على النقيض من المفهوم الماركسي الأرثوذكسي للاشتراكية التي يسيطر عليها كارل كوتوسكي، حيث تنطوي الاشتراكية فقط على القضاء على المال كرأس المال جنبا إلى جنب مع دورة فائقة لعملية تراكم رأس المال.
وتصور أوتو نيراث نظرة شاملة للتنشئة الاجتماعية خلال مناقشات التنشئة الاجتماعية. وأضاف أن «مجموع التنشئة الاجتماعية» لا ينطوي فقط على شكل من أشكال الملكية، وإنما يشمل أيضا وضع تخطيط اقتصادي يستند إلى حساب من النوع، ويتعارض مع «التنشئة الجزئية للتنشئة الاجتماعية». وينطوي «التنشئة الاجتماعية الجزئية» على استخدام طريقة الحساب العينية والتخطيط داخل منظمة واحدة، وهو ما يجري تشغيله خارجيا في إطار اقتصاد السوق النقدي. كان مفهوم نيوراث للاشتراكية هو النقطة الأولى التي وجه فيها انتقاد لودفيغ فون للضوضاء في النقاش الحسابي الاشتراكي.
وفي مناظرات الحسابات الاشتراكية اللاحقة، نشأت عملية ثنائية بين الاشتراكيين وبين أولئك الذين زعما أن التنشئة الاجتماعية يترتب عليها نهاية التقييم النقدي وأسواق رأس المال، وبين أولئك الذين زعما أن الأسعار النقدية يمكن أن تستخدم في إطار اقتصاد اجتماعي. وقد نشأ تمييز آخر بين الاشتراكيين في السوق الذين دفعوا بأن الملكية الاجتماعية يمكن أن تتحقق في سياق اقتصاد السوق، حيث تحقق الشركات المملوكة أو المملوكة للقطاع العام تعظيم الأرباح وأولئك الذين زعما أن الشركات المملوكة اجتماعيا تعمل وفقا لمعايير أخرى، مثل تسعير التكاليف الهامشية.

## التصنيف
والملكية الاجتماعية والتنشئة الاجتماعية تختلف تماما عن عملية التأميم. وفي معظم الحالات، يفهم من «التنشئة الاجتماعية» أنها عملية أعمق لتحويل العلاقات الاجتماعية للإنتاج داخل المنظمات الاقتصادية بدلا من مجرد تغيير عناوين الملكية. وبهذا المعنى، فإن «التنشئة الاجتماعية» كثيرا ما تنطوي على تغيير في الملكية وتغيير في الإدارة التنظيمية، بما في ذلك الإدارة الذاتية أو شكل من أشكال الديمقراطية في مكان العمل بدلا من فرض شكل هرمي صارم للرقابة. والأمر الأكثر جوهرية هو أن الملكية الاجتماعية تعني ضمنا أن فائض المنتجات (أو الأرباح الاقتصادية) التي تولدها الشركات المملوكة للقطاع العام تعود إلى كل المجتمع ـ فإن ملكية الدولة لا تعني ضمنا هذه الحقيقة بالضرورة..
يوجد في الأصل، شكلان رئيسيان من أشكال «الملكية الاجتماعية». وأولها ملكية عامة على نطاق المجتمع بواسطة كيان أو شبكة من الكيانات التي تمثل المجتمع.. يتمثل الشكل الرئيسي الثاني للملكية الاجتماعية في المشاريع التعاونية التي يملكها الموظفون، ويشترك فيها أعضاء كل مؤسسة من فرادى المؤسسات المالكة للمنظمات التابعة لها. وهذه الاحتمالات تؤدي إلى نشوء معضلة اجتماعية، يواجهها أنصار الملكية العامة: فإذا كانت الملكية الاجتماعية موكلة حصريا إلى وكلاء الدولة، فإنها عرضة للبيروقراطية؛ وإذا عهد إليها بصورة حصرية بالعمال، فإنها عرضة لسلطة احتكارية وإساءة استغلال لموقف السوق..
وبالإضافة إلى ذلك، هناك شكلان رئيسيان من أشكال الإدارة أو «الرقابة الاجتماعية» للمنظمات التي يملكها المجتمع، وكلاهما يمكن أن يكون موجودا جنبا إلى جنب مع النمطين الرئيسيين للملكية الاجتماعية. ويتمثل الشكل الأول من أشكال الرقابة في الإدارة العامة، حيث تخضع الشركات لإدارة خاضعة للمساءلة أمام إحدى الوكالات التي تمثل الجمهور إما على مستوى الحكومات الوطنية أو الإقليمية أو المحلية. والشكل الثاني من أشكال الرقابة الاجتماعية هو الإدارة الذاتية للعمال، حيث يتم انتخاب المديرين من جانب العمال الأعضاء في كل مؤسسة أو مؤسسة واحدة تدار وفقا لعمليات العمل التي تقوم بتوجيه نفسها..
وتختلف أشكال الملكية الاجتماعية بشكل دقيق تبعا لمفهومها أو عدم تصورها كجزء من اقتصاد السوق أو كجزء من اقتصاد مخطط له من غير السوق.

### الملكية العامة
يمكن للملكية العامة أن تكون موجودة في إطار اقتصاد السوق وفي إطار اقتصاد مخطط له من غير السوق. ففي مقترحات السوق الاشتراكية، تتخذ الملكية العامة شكل الشركات المملوكة للدولة التي تحصل على السلع الرأسمالية في أسواق رأس المال، وتعمل على تعظيم الأرباح، والتي يتم توزيعها فيما بين السكان بالكامل في هيئة عوائد اجتماعية. في النماذج غير السوقية للاشتراكية، تتخذ الملكية العامة شكل كيان واحد أو شبكة من الكيانات العامة التي تنسقها التخطيط الاقتصادي. وينطوي نهج معاصر للاشتراكية على ربط وحدات الإنتاج والتوزيع معا بالحواسيب الحديثة لتحقيق ردود فعل سريعة في تخصيص مدخلات رأس المال لتحقيق تخطيط اقتصادي يتسم بالكفاءة.
يعرف الخبير الاقتصادي أليك نوفي الملكية الاجتماعية باعتبارها شكلا من أشكال الملكية العامة المستقلة، وهو ما يميز بين المؤسسات المملوكة للدولة والمؤسسات الموجهة. ويدعو نمامة إلى وجود شكلين من أشكال المشاريع في نموذجه للاشتراكية المجدية.
كانت الملكية العامة يدافع عنها أهل الاقتصاد الاشتراكي الكلاسيكيين الجدد خلال المناقشة الحسابية الاشتراكية بين الحرب، وأبرزها أوسكار لانج، فريد م. تايلور، أببا ب. ليرنر وموريس دوب.
فقد أبرز خبراء الاقتصاد الاشتراكيون في السوق الكلاسيكية الجديدة، في النصف الثاني من القرن العشرين، والذين دعوا إلى الملكية العامة، التمييز بين «السيطرة» و «الملكية». فقد زعم جون رومر وبراناب باردهان أن الملكية العامة، والتي تعني التوزيع النسبي لأرباح المؤسسات، لا تتطلب سيطرة الدولة ــ ويمكن للشركات المملوكة للدولة أن يسيطر عليها عملاء لا يمثلون الدولة.
إن مفهوم ديفيد مامولين للاشتراكية غير القائمة على السوق يدعو إلى الملكية الاجتماعية لوسائل الإنتاج، ويؤمن بأنها أكثر كفاءة من الملكية الخاصة. وقال إن سندات الملكية سيستعاض عنها في اقتراحه بحقوق «الاستخدام» وأن تبادل السلع الرأسمالية لن يكون ممكنا بعد الآن. وسيستعاض عن أسعار الصرف السوقية في السلع الرأسمالية بعمليات نقل داخلي للموارد، ولكن نظام الأسعار الداخلي واللامركزي سيكون أساسيا لتشغيل هذه النظم.
ومع ذلك، فإن الملكية العامة في حد ذاتها ليست اشتراكية لأنها يمكن أن تكون موجودة في ظل مجموعة واسعة من النظم السياسية والاقتصادية المختلفة. وملكية الدولة لها في حد ذاتها لا تعني الملكية الاجتماعية حيث تعود حقوق الدخل إلى المجتمع ككل. وعلى هذا النحو، فإن ملكية الدولة هي مجرد تعبير ممكن عن الملكية العامة، وهو ما يشكل في حد ذاته تباينا واحدا بين المفهوم الأوسع للملكية الاجتماعية.

### الملكية الاجتماعية للأسهم
قد اقترحت الملكية الاجتماعية لرأس المال وأسهم الشركات في سياق نظام اشتراكي بالسوق، حيث تتحقق الملكية الاجتماعية إما عن طريق إنشاء هيئة عامة أو صناديق للمعاشات التقاعدية المملوكة للموظفين تملك مخزونا من الشركات.
قد وضع الخبير الاقتصادي الأمريكي جون رومر نموذجا لاشتراكية السوق التي تتسم بشكل من أشكال الملكية العامة حيث يحصل الأفراد على قسيمة غير قابلة للتحويل تخولهم الحق في حصة من الأرباح التي تدرها المؤسسات غير الحكومية المستقلة المملوكة للقطاع العام. وفي هذا النموذج، تشير عبارة «الملكية الاجتماعية» إلى ملكية المواطنين للإنصاف في اقتصاد السوق.
ويزعم جيمس يونكر أن الملكية العامة لوسائل الإنتاج يمكن تحقيقها بنفس الطريقة التي تتحقق بها الملكية الخاصة في الرأسمالية الحديثة، وذلك باستخدام نظام حاملي الأسهم الذي يفصل بين الإدارة والملكية بشكل فعال. ويفترض يونكر أن الملكية الاجتماعية يمكن أن تتحقق عن طريق إنشاء هيئة عامة، وهي الجهة التي تعين مكتب شؤون الملكية العامة، وتملك أسهم الشركات المدرجة في البورصة بدون أن يؤثر ذلك على تخصيص المدخلات الرأسمالية على أساس السوق. ووصف يونكر هذا النموذج بأنه سوق براغماتية للاشتراكية، وجادل بأنه سيكون على الأقل فعالا مثل رأسمالية العصر الحديث مع توفير نتائج اجتماعية متفوقة حيث أن الملكية العامة ستمكن من توزيع الأرباح بين جميع السكان بدلا من الذهاب بدرجة كبيرة إلى فئة من الريع الوريدي.[36]
ويتمثل أحد الأشكال البديلة للملكية الاجتماعية للإنصاف في ملكية أسهم الشركات من خلال صناديق الأجور وصناديق المعاشات التقاعدية. وكان المفهوم الأساسي قد شرح لأول مرة في عام 1976 من قبل مدير الإدارة بيتر دراكر، الذي دفع بأن صناديق التقاعد يمكن أن توفق بين حاجة الموظفين للأمن المالي وحاجة رأس المال إلى أن تكون متنقلة ومتنوعة، مشيرا إلى هذا التطور باسم «اشتراكية صناديق التقاعد». وفي السويد خلال اواخر السبعينات، تقدم الحزب الاشتراكى الديمقراطى السويدى ببرنامج ميدنر كطريقة لتنشئة الشركات من خلال اموال اصحاب اجور الموظفين، التي سيتم استخدامها في شراء اسهم الشركات. وكانت الخطة الأصلية لرودولف ميدون مطالبة الشركات السويدية بشأن حجم معين لإصدار أسهم تعادل 20 في المائة من الأرباح، والتي ستكون مملوكة لصناديق تخصيص الأجور التي يسيطر عليها الموظفون من خلال نقاباتهم التجارية. وقد تم رفض هذه الخطة وتم تبني اقتراح مخفف في عام 1984، والذي ترك اتخاذ القرار في الشركات كما كان وحد من نطاق ملكية الموظفين إلى أقل من 3.5% من أسهم الشركات المدرجة في عام 1990.

### الملكية التعاونية
الملكية التعاونية هي عبارة عن تنظيم الوحدات الاقتصادية في الشركات المملوكة لقوة العمل الخاصة بها (تعاونية العمال) أو من قبل العملاء الذين يستخدمون منتجات الشركة (هذا المفهوم الأخير يسمى تعاونية استهلاكية). وكثيرا ما تنظم التعاونيات حول شكل ما من أشكال الإدارة الذاتية، سواء في شكل مديرين منتخبين يخضعون للمساءلة أمام القوة العاملة، أو في شكل إدارة مباشرة لعمليات العمل التي يقوم بها العاملون أنفسهم. وغالبا ما تقترح التعاونيات من جانب أنصار الاشتراكية السوقية، وأبرزها الاقتصاديون برانكو هورفات، وياروسلاف فانيك، وريتشارد وولف.
تأتي الملكية التعاونية بأشكال مختلفة، تتراوح بين ملكية العمال المباشرين، وخطط ملكية الموظفين للأسهم من خلال صناديق المعاشات التقاعدية ، إلى النسخة الأضعف التي تنطوي على تقاسم الأرباح. وتمارس في العديد من شركات التكنولوجيا العالية في وادي السيليكون تقاسم الأرباح ودرجات متفاوتة من الإدارة الذاتية.
أقدم نموذج للاشتراكية التعاونية هو التبادلية التي اقترحها الفيلسوف الفرنسي الفوضوي بيير-جوزيف بروده. وفي هذا النظام ، سيتم إلغاء الدولة وسيتم امتلاك الشركات الاقتصادية وتشغيلها كتعاونيات للمنتجين ، مع تعويض أعضاء العمال في قسائم العمل..
يستند نموذج الاشتراكية السوقية التي تمت ترقيتها في جمهورية يوغوسلافيا الاتحادية الاشتراكية السابقة إلى ما أطلق عليه رسميا «الملكية الاجتماعية»، بما ينطوي على ترتيب أصبح فيه العاملون من كل شركة أعضاء ومالكين مشتركين وأدمتم شؤونهم الخاصة في نظام الإدارة الذاتية للعمال.
يستشهد المناصرون المعاصرون للملكية التعاونية بحافز وأداء أعلى في التعاونيات القائمة. ويرى النقاد أن الملكية التعاونية في حد ذاتها لا تحل القضايا الهيكلية للرأسمالية مثل الأزمات الاقتصادية ودورة الأعمال ، وأن التعاونيات لديها حافز للحد من فرص العمل من أجل تعزيز دخل الأعضاء الحاليين.
وفي سياق المقترحات غير المتعلقة بالسوق ، يمكن للملكية الاجتماعية أن تشمل الاحتفاظ بوسيلة لإنتاج الثروة المشتركة (الملكية المشتركة)، مع الاستعاضة عن مفهوم «الاستخدام» بمفهوم «الاستخدام». وينطوي إنتاج الأقران القائم على المشاع على توزيع الكتلة الحرجة للمدخلات وجميع المخرجات من خلال شبكات المعلومات كسلع مجانية بدلا من السلع التي تباع بغرض الربح من قبل الشركات الرأسمالية.[41]
ويعرف الخبير الاقتصادي بات ديفين الملكية الاجتماعية بأنها "ملكية من يتأثر بها-الذين لهم مصلحة في استخدام الأصول المعنية"، مع تمييزها عن الأشكال الأخرى للملكية. وتدفع ديفين بأن هذا الشكل من أشكال الملكية الاجتماعية سيكون أكثر كفاءة من الأنواع الأخرى من الملكية لأنها " تمكن المعرفة الضمنية لجميع المتضررين في عملية التفاوض على ما ينبغي القيام به لتعزيز المصلحة الاجتماعية في أي سياق معين.
واستخدمت عبارات «الإنتاج الاجتماعي» و «الأنداد من الأقران الاجتماعيين» لتصنيف نوع العلاقات في مكان العمل وهياكل الملكية الموجودة في حركة برمجيات المصدر المفتوح وعمليات الإنتاج من الأقران القائمة على مجلس العموم ، والتي تعمل قيمتها وقيمتها وتخصص قيمة لها من دون الملكية الخاصة وسوق التبادل في السوق.

## الملكية في الاقتصادات السوفيتية
وفي الاقتصادات التي الطراز السوفياتي بها ، كانت وسائل الإنتاج والموارد الطبيعية مملوكة بالكامل تقريبا للدولة والمؤسسات الجماعية. وأدمجت مؤسسات الدولة في نظام تخطيط وطني ، حيث خصصت لهم مدخلات عوامل الإنتاج من قبل وزارة التموين (Goslab).
ووفقا لموسوعة الاتحاد السوفيتي الكبير ، فإن «الملكية الاشتراكية» هي شكل من أشكال الملكية الاجتماعية التي تشكل الأساس للنظام الاشتراكي ، بما في ذلك الاعتماد الجماعي للثروة المادية من قبل الناس العاملين. وتنشأ الملكية الاجتماعية عن مسار التنمية الرأسمالية ، مما يهيئ الظروف الموضوعية للمزيد من التحول الاشتراكي ونشوء اقتصاد مخطط له بهدف رفع مستويات المعيشة لكل فرد في المجتمع.

## إساءة استخدام المصطلح
وفي الولايات المتحدة على وجه الخصوص ، استخدم مصطلح «التنشئة الاجتماعية» عن طريق الخطأ للإشارة إلى أي صناعة أو خدمة تديرها الحكومة(وهو المصطلح الصحيح لهذا النوع من التأميم أو للبلديات). ولقد استخدمت هذه البرامج بشكل غير صحيح أيضا لتعني أي برامج ممولة من الضرائب ، سواء كانت تديرها جهات خاصة أو تديرها الحكومة.